# Nguyễn Văn Lưu (đại biểu Quốc hội)
Nguyễn Văn Lưu (sinh ngày 16 tháng 2 năm 1951, tên thường gọi: Phi Hùng, quê quán ở ấp Mương Điều, xã Tạ An Khương, huyện Đầm Dơi, Cà Mau) là đại biểu Quốc hội Việt Nam khóa 12, thuộc đoàn đại biểu Cà Mau. Ông có trình độ Cử nhân luật, có bằng lí luận chính trị cử nhân, là Ủy viên Ủy ban Pháp luật của Quốc hội, Phó Trưởng đoàn chuyên trách Đoàn ĐBQH tỉnh Cà Mau. Ông gia nhập Đảng Cộng sản Việt Nam vào ngày 1/4/1971.